# Siavash Kasraie

Siavash Kasraie

Siavash Kasraie, auch Siavash Kasrai und S(s)iawosch Kassrāˈi (persisch سياوش كسرائی‎; * 25. Februar 1927 in Isfahan; † 8. Februar 1996 in Wien), war ein iranischer Dichter.

## Leben
Kasraie studierte an der Universität Teheran und machte seinen Abschluss in Recht. Anschließend erhielt er Lehraufträge an verschiedenen iranischen Hochschulen. Schon während seiner Studienzeit trat Kasraie der marxistisch-leninistischen Tudeh-Partei bei. Nach dem Sturz der Regierung von Mohammad Mossadegh im Jahr 1953 und der darauffolgenden Repression der Tudeh-Partei wurde Kasraie vorübergehend inhaftiert. In der zweiten Hälfte der 1950er Jahre blieb er jedoch politisch aktiv. Um der Zensur zu entkommen, entwickelte Kasraie eine mehrdeutige und metaphorische Sprache für seine politische Lyrik und verwendete verschiedene Pseudonyme. Besonders hervorzuheben ist seine Gedichtsammlung „Āraš-e kamāngir“ (1959), die er einem Tudeh-Parteigänger gewidmet hat, der wegen eines politischen Vergehens hingerichtet wurde. Der Titel bezieht sich auf einen Held der iranischen Mythologie, der sich für sein Volk geopfert haben soll.
Nach der Islamischen Revolution floh Siavash Kasraie 1982 nach Afghanistan, um der Verfolgung durch das iranische Mullah-Regime zu entkommen. 1985 zog er nach Moskau und übersiedelte 1995 zu seiner Familie nach Wien.

## Werke
- The Melody
- Arash the Archer[2] (Ārasch, der Bogenschütze), 1959
- Siavash's Blood
- The Stone and the Dew (Stein und Tau), 1966
- Red as Fire
- From Game Reserve to Cock's Singing
- Arise Iran!
- Dah schab (Zehn Abende), Teheran 1978